# Voerendaal
Voerendaal est une commune et un village néerlandais situé dans la province du Limbourg.